# Francesco Cancellieri
Pour les articles homonymes, voir Cancellieri.
Francesco Girolamo Cancellieri est un historien, bibliothécaire, bibliographe et un érudit italien né à Rome le 10 octobre 1751, et mort dans la même ville le 29 décembre 1826.

## Biographie
Francesco Cancellieri est le fils de Pier Tommaso Cancellieri, d'une famille originaire de Pistoia, et de Costanza Magnoni de Ferrare. Son père a été le secrétaire du cardinal Fabrizio Paolucci. En 1762, il est élève au collège des jésuites de Rome, le Collegio Romano, où il a suivi les cours de philosophie de G. M. Gravina, et de rhétorique de G. C. Cordara. En 1768 , il devient membre de l’Accademia dell'Arcadia et commence à composer des vers qui lui ont donné une certaine notoriété.
Appartenant à une famille de conditions économiques modestes, après la mort de son père, en 1771, il a été contraint d'abandonner ses études et de chercher un travail, et est devenu le factotum de l'historien jésuite Giulio Cesare Cordara. Après avoir été brièvement le secrétaire du sénateur de Rome, Abbondio Rezzonico (1742-1810), il a trouvé un emploi dans Ferrare comme secrétaire de Bernardino Giraud (1721-1782), archevêque de Ferrare à partir de 1773 et cardinal. Il s'est alors installé dans cette ville d'Émilie avec sa mère et ses sœurs.
Il est revenu à Rome en septembre 1774, à l'occasion du conclave qui a élu Pie VI. Au printemps de 1775, Francesco Cancellieri a finalement trouvé un travail comme bibliothécaire du cardinal Leonardo Antonelli où il a eu à sa disposition une riche bibliothèque  pour ses études universitaires. Avec le cardinal Antonelli, il a accompagné l'entourage du pape Pie VII venu en France pour couronner Napoléon Ier en 1804.
Amoureux de Rome, il a été un auteur prolifique avec 300 traités ou livres, dans lesquels il a étudié son histoire, ses coutumes, ses monuments, la liturgie catholique, la topographie sacrée, etc. et écrit une quantité importante d'essais et de livres. Les études de Francesco Cancellieri se caractérisent par sa manière d'organiser les faits : ils sont exposés d'une manière apparemment désordonnée, mais qui sont réorganisés à la fin au moyen d'indices complexes et précis. La technique a été appliquée par Gaetano Moroni, un érudit qui s'est dit un élève de Francesco Cancellieri.
Thomas Adolphus Trollope est l'auteur de sa biographie.

## Publications
Plusieurs textes manuscrits de Francesco Cancellieri, contenant de nombreux textes inédits, sont conservés en grande partie depuis 1840 dans la Bibliothèque apostolique vaticane.
- Sagrestia Vaticana eretta dal regnante pontefice Pio Sesto e descritta da Francesco Cancellieri Romano, 1783 (lire en ligne)
- Descrizione delle cappelle pontificie et cardinalizie di tutto l'anno , 1790
- Storia de' solenni possessi dei Sommi Pontefici da Leone III a Pio VII, 1802
- Le Due nuove campane di Campidoglio... con varie notizie sopra i Campanili e sopra ogni sorta di Orologi, Rome, 1806
- Il Mercato, il lago dell'Acqua Vergine ed il palazzo Panfiliano nel circo Agonale, detto volgarmente Piazza Navona, 1811
- Dissertazioni epistolari bibliografiche di Francesco Cancellieri sopra Cristoforo Colombo: di Cvccaro nel Monferrato, discopritore dell'America, e Giovanni Gersen di Cavaglia' abate di S. Stafano in Vercelli, avtore del libro De imitatione Christi, al ch. cavaliere Gianfrancesco Galeani, 1809
- Dissertazione di Francesco Cancellieri intorno agli vomini dotati di gran memoria, Rome, 1815
- Lettera di Francesco Cancellieri al Ch. Sig. Dottore Koreff, professore di Medicina nell universita di Berlino sopra il Tarantismo, l'Aria di Roma e della sua capania, Rome, 1817 (lire en ligne)
- Descrizione delle funzioni della Settimana santa nella cappella pontificia, 1818
- Memorie raccolte da Francesco Cancellieri intorno alla vita ed alle opere del pittore cavaliere Giuseppe Errante di Trapani, defunto in Roma a' 16 di febbraio nell'anno 1821, 1821
- Prospetto delle memorie storiche della basilica ostiense di San Paolo , 1823
- Notizie istoriche delle chiese di S. Maria in Julia, di S. Giovanni Calibita nell'Isola Licaonia, e di S. Tommaso degli Spagnuoli o della Catena: detta poi de'SS.Gio. e Petronio de'Bolognesi, col rame del quadro del Domenichino e con un'appendice di documenti e delle iscrizioni bolognesi, 1823
- Notizie istoriche delle stagioni e de' siti diversi in cui sono stati tenuti i conclavi nella città di Roma, con la descrizione della gran loggia da cui si annunzierà il nuovo papa, 1823
- Cenotaphium Leonardi Antonelli Cardinalis, 1825
- Lettera sopra una copia all'encausto della Scuola di Atene di Raffaello, ed un codice membranaceo di Ferdinando cordubense «De consultandi ratione», 1826
- Le sette cose fatali di Roma antica, 1842
- Elogio della chiara memoria dell'Emo.e Rvm.Sig.Cardinale Stefano Borgia, scritto in una lettera dal sig.Abate Francesco Cancellieri , Roma: Nella Stamperia Caetani al Colle Esquilino, 1805

## Crédit d’auteurs
- (it) Cet article est partiellement ou en totalité issu de l’article de Wikipédia en italien intitulé « Francesco Cancellieri » (voir la liste des auteurs).